# Izbéki Gábor
Izbéki Gábor (Öcsöd, 1954. december 12. –) magyar újságíró.

## Életpályája
Szülei: Izbéki Gábos és Dávid Róza. 1969-1973 között a Varga Katalin Gimnázium diákja volt. 1974-1978 között a Marx Károly Közgazdaságtudományi Egyetem nemzetközi kapcsolatok szakán tanult. 1978-1980 között a Magyar Rádió külpolitikai rovatánál volt gyakornok. 1979-1980 között elvégezte a MÚOSZ Újságíró Iskolát. 1980-1981 között a Magyar Rádió munkatársa, szerkesztője volt. 1981-1983 között a moszkvai rádiónál volt szerkesztő és lektor. 1983-tól öt évig a Magyar Rádió szerkesztője és utazó riportere volt; dolgozott Fekete-Afrikában, a Szovjetunióban. 1988-1994 között moszkvai tudósító volt. 1994-1997 között a Magyar Televízió külpolitikai főszerkesztőségének vezetője volt. 1998 óta a Metro (2008 óta Metropol) főszerkesztője. 2005 óta az Ananász főszerkesztője.

## Magánélete
1978-ban házasságot kötött Danyi Gabriellával. Két gyermekük született; Andrea (1981) és Bálint (1982).